# Мозес Добрушка
Мозес Добрушка (чеш. Moses Dobruška, хебр. משה דוברושקה) био је алхемичар, писац и песник. Дана 17. децембра 1775. године прешао је из јудаизма у католицизам и узео име Франц Томас Едлер вон Шенфелд..  Његова мајка је била прва рођака Јакоба Франка, који је тврдио да је јеврејски месија и основао франкистичку секту.
Дана 17. децембра 1775. прешао је из јудаизма у католичку веру и узео име Франц Томас Шенфелд.  Дана 25. јула 1778. уздигнут је у племство у Бечу, поставши Франц Томас Едлер фон Шенфелд. Заједно са Ефраимом Јозефом Хиршфелдом, који се није преобратио, постао је један од главних активиста масонске ложе „Витезови Светог Јована Јеванђелиста за Азију у Европи“, активне у Немачкој и Аустрији између 1783. и 1790. године, што је био први немачки масонски ред који је прихватио Јевреје.
Године 1792, након Француске револуције, путовао је преко Стразбура у Париз и постао јакобинац, поново променивши име у Јунијус Фрај. Ново име је изведено од Јунијуса из римске породице Јуни, чији је члан био Цезаров убица Брут, а Фрај је транслитерација немачке речи за „слободу“. У јуну 1793. објавио је своју књигу „Philosophie sociale, dédiée au peuple françois“. У јуну 1793. године,  Јунијус Фрај је објавио револуционарно дело, „Филозофија социјале“. Није случајно што се његово дело, написано на немачком језику, испоставило као камен темељац раније социолошке мисли. Како је Хелмут Плеснер нагласио, „социологија је првобитно била доктрина спасења, средство реорганизације друштва дезорганизованог Француском револуцијом, у прогресивном, а не рестауративном смислу.“ Јунијус Фрај у својој „Филозофији социјале“ показује како сложена јеврејска биографија кулминира у теоретизацији новог друштвеног поретка.
Ухапшен је због издаје и шпијунаже и погубљен гиљотином 5. априла 1794. у вези са случајем који је био покренут против његовог зета Франсоа Шабоа, који га је оптужио да је.